# Utopia Filmes

Logótipo Utopia Filmes

A Utopia Filmes é uma produtora audiovisual Portuguesa criada em 2004 por Alexandre Cebrian Valente.

## Projectos de destaque
Durante o seu primeiro ano de funcionamento, a produtora produziu o filme mais visto de sempre do Cinema Português até hoje. O Crime do Padre Amaro fez, apenas em sala cinema, 380 671 espectadores, destacando-se na liderança do Box-Office português..
A nível da televisão, a Utopia Filmes produziu vários conteúdos, onde se destaca o projecto Contos de Natal, difundido pela RTP.
Em 2007, a Produtora lança o filme Corrupção, que se torna o quarto filme mais visto de sempre da cinematografia Portuguesa, com 230.741 espectadores em sala de cinema.
Em 2008, a produtora lança Second Life, um projecto com vários nomes bem conhecidos do grande público, tanto a nível nacional, como internacional. Este filme incorpora também o Top-10 do Box Office Nacional. Estes filme alcança o oitavo lugar do pódio cinematográfico português, com 90.194 espectadores em sala. 

## Prémios
Em 2006, o produtor Alexandre Cebrian Valente recebe o estatuto de "Producers on the move", no Festival de Cannes.